# Alice Cary
Pour les articles homonymes, voir Cary.
Alice Cary, née le 26 avril 1820, à Mount Healthy dans l'État de l'Ohio et morte le 12 février 1871 à New York est une poète, nouvelliste, romancière, biographe, abolitionniste et une féministe américaine. Sa biographie est indissociable de celle de sa sœur la poète Phoebe Cary, avec laquelle elle a vécu tout au long de sa vie. Toutes les deux sont des suffragettes qui ont assisté Susan B. Anthony pour la gestion du journal féministe The Revolution (en). Phoebe Cary et Alice Cary sont également connues pour être des figures de la vie culturelle new-yorkaise par l'animation d'un salon littéraire qui s'est tenu chaque dimanche soir dans leur demeure pendant quinze ans.

## Biographie

### Jeunesse et formation

#### L'appartenance à une famille illustre

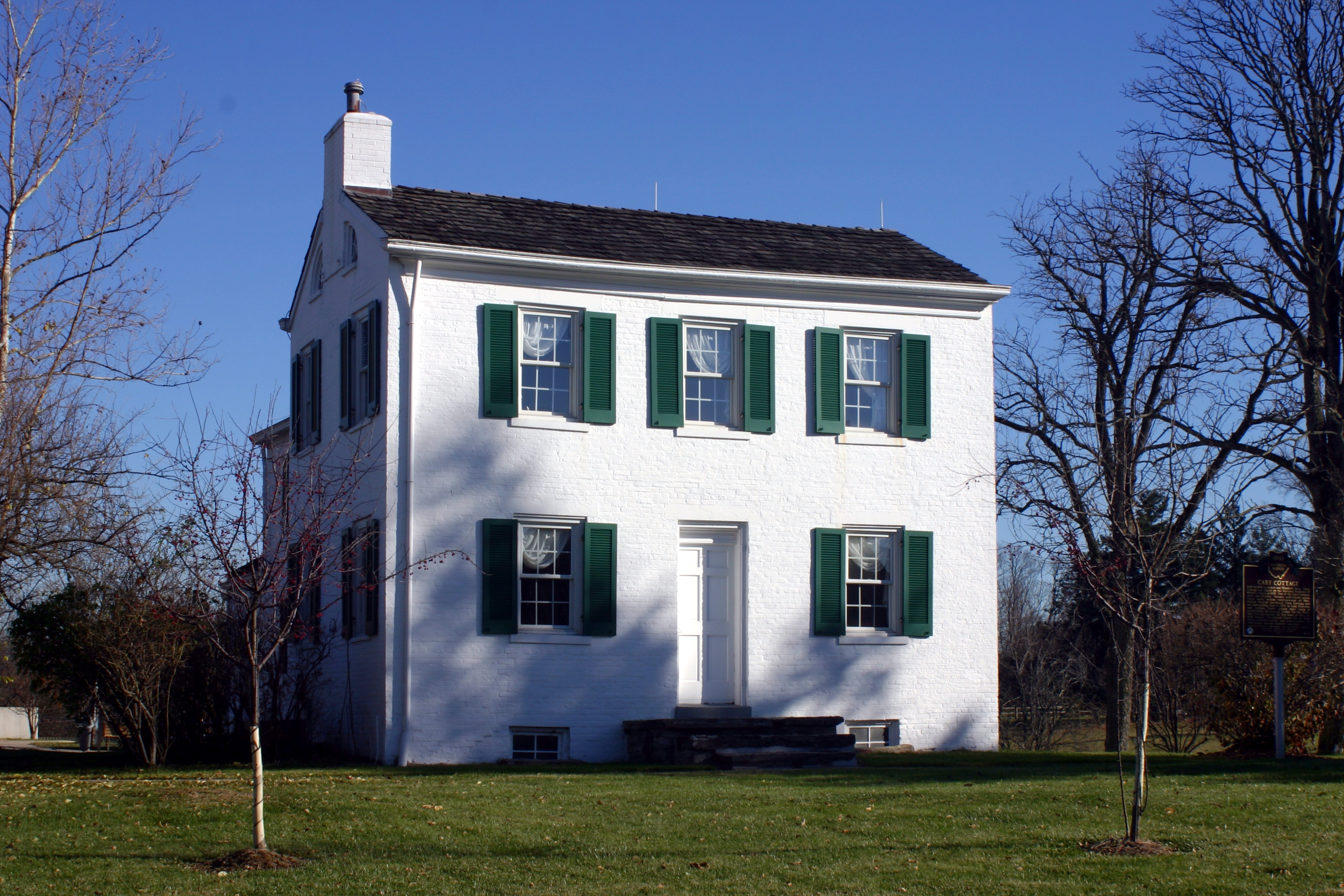
Le cottage construit par Robert Cary et dans lequel Phoebe, Alice et Elmina Cary résideront jusqu'à leur départ à New York.

Alice Cary est la quatrième des neuf enfants de Robert Cary et d'Elizabeth Jessup Cary. La fratrie est composée de sept filles (Rowena née en 1814, Susan née en 1816, Rhoda née en 1818, Alice née en 1820, Phoebe née en 1824, Lucy née en 1829 et Elmina née en 1831) et de deux fils (Asa né en 1822 et Warren né en 1826). Ses parents sont des propriétaires terriens dont la ferme est située à proximité de la bourgade de Mount Healthy dans les environs de Cincinnati. Ferme dénommée Clovernook (en) qui avec le temps est devenu les terres sur lesquelles est bâtie la bourgade de North College Hill . Le cottage habité par les parents d'Alice Cary, puis par Alice et sa sœur Phoebe Cary est inscrit au Registre national des lieux historiques,,,,,.
Son père, Robert Cary est issu d'une vieille famille (Famille Cary (en)) qui s'est implantée en Amérique par la venue de Sir Thomas Cary, un cousin de la reine Élisabeth Ire, qui fait partie des Pères pèlerins en 1630  qui ont débarqué dans la colonie de Plymouth ; son ancêtre John Cary y fut le premier professeur de latin. L'un des arrière grand-père paternel de Phœbe Cary est Samuel Cary un médecin diplômé de l'université Yale et son grand-père Christopher Cary s'est installé dans l'Ohio après la guerre d'Indépendance. Et enfin la famille descend de Sir Robert Cary (en) un chevalier du roi d'Angleterre Henri V. Ascendance qui font la fierté d'Alice et de Phoebe Cary,.

#### Une famille unitarienne
Robert Cary et Elizabeth Jessup Cary adhèrent à la théologie dite de l'Universalism (en) rattachée à l'unitarisme, dont ils suivent l'actualité par la lecture magazine unitarien The Trumpet fondé par Thomas Whittemore (en). Alice comme ses frères et sœurs est élevée dans la pensée unitarienne.

#### Une éducation qui encourage la curiosité

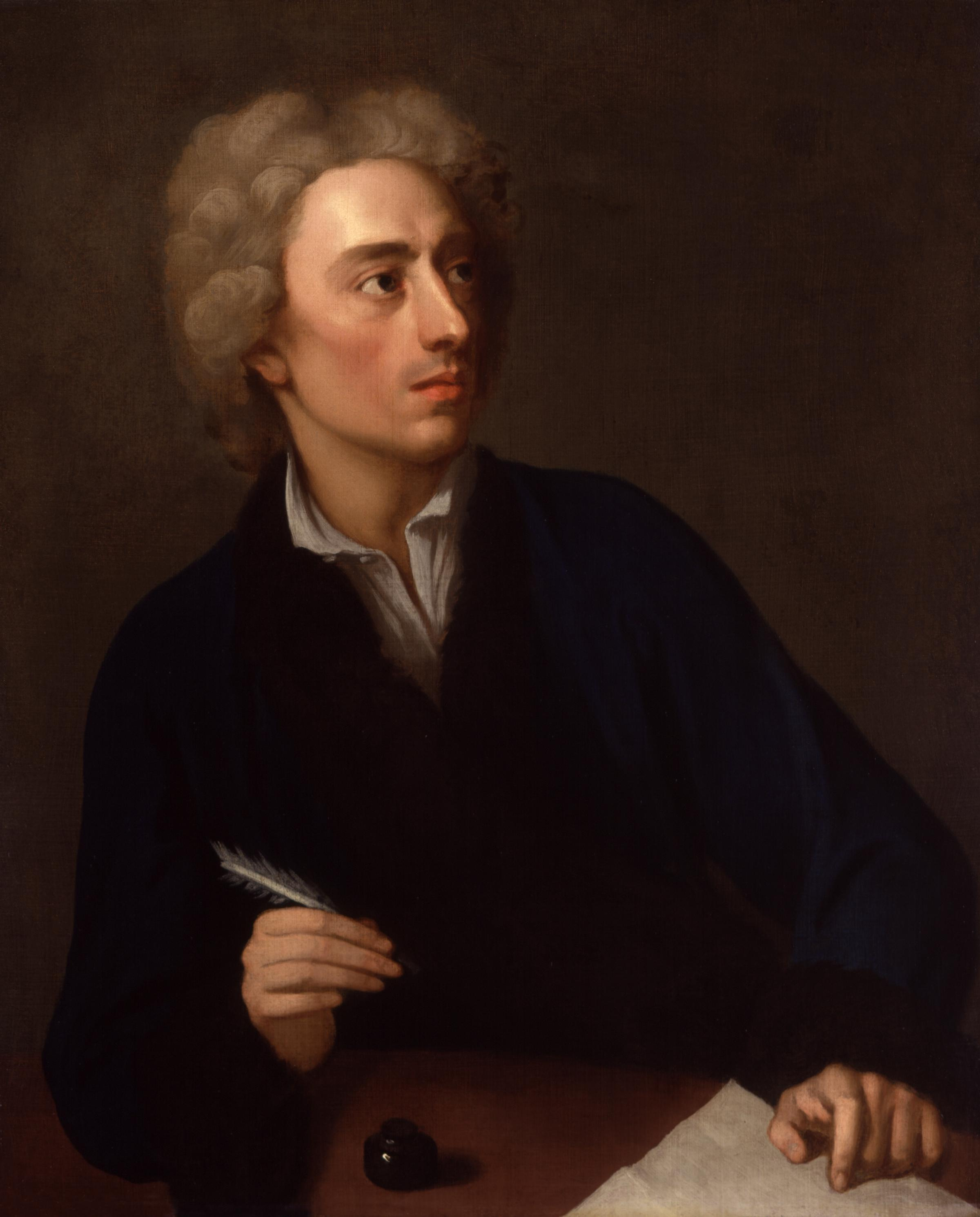
Portrait de Alexander Pope peint par Michael Dahl.

Si la vie à la ferme est rude et austère, les parents d'Alice Cary la compensent par des liens affectifs forts et par une ouverture vers la littérature et le monde. Son père l’amène souvent avec lui en voyage pour lui faire découvrir les beautés qu'offre la nature, il lui apprend à regarder avec un œil de poète. Sa mère l'informe des controverses religieuses, philosophiques, culturelles, politiques et sociales. Alice Cary comme ses frères et sœurs ne reçoit qu'une instruction élémentaire auprès de l'école primaire du district qu'elle fréquente de façon irrégulière. Parmi ses lectures préférées, figurent la Bible, un livre d’hymnes, le récit de l'expédition Lewis et Clark, An Essay on Man par Alexander Pope, le roman Charlotte Temple (en) de Susanna Rowson et les numéros du magazine The Trumpet. Selon sa sœur Phoebe Cary, The Trumpet a été « pendant de nombreuses années, le seul journal lu par Alice, et son coin poète, la nourriture de son imagination et la source de son inspiration »,,,.

#### Tragédies familiales
Deux sœurs d'Alice Cary décèdent de la tuberculose, Rhoda, le 11 novembre 1833 et un mois après Lucy, le 10 décembre 1833. Puis épuisée, leur mère Elizabeth Jessup Cary s'éteint le 30 juillet 1835, probablement elle aussi de la tuberculose. Tragédies qui frappent profondément Alice et Phoebe Cary qui ne se remettent pas de la perte de leur mère,,.

#### Les hostilités de la belle mère
En 1837, Robert Cary, leur père se remarie avec une veuve sans enfant. Leur belle-mère ne fait rien pour soulager leur douleur et se montre hostile envers les ambitions littéraires d'Alice et de Phoebe Cary. Devant l'impossibilité à établir des relations pacifiées entre ses enfants et sa nouvelle épouse, Robert Cary construit une nouvelle maison sur ses terres pour s'y installer et laisse l'ancienne demeure aux mains d'Alice, Phoebe, Elmina et de ses deux fils. Libres du regard de leur belle-mère, Phoebe et Alice se rapprochent plus que jamais pour se consacrer à l'écriture et enrichissent leur bibliothèque notamment par les œuvres des poètes classiques,,.

### Carrière

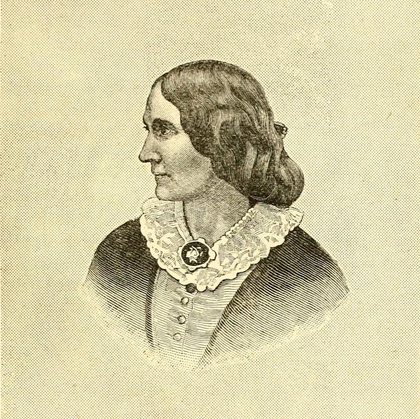
Alice Cary, gravure publiée en 1882, dans l'ouvrage Daughters of America de Phebe Ann Coffin Hanaford.

#### Une notoriété régionale
Alors que Alice a 17 ans et Phoebe 13 ans, les deux sœurs commencent à écrire des poèmes. En 1838, Phoebe Cary envoie un poème à un journal de Boston, sans qu'il y ait de réponse, mais ce poème parait au sein d'un journal de Cincinnati et en même temps, le poème The Child of Sorrow d’Alice Cary est publié dans un magazine universaliste The Sentinel connu peu après sous le nom de Star in the West. C'est le début d'une carrière prolifique pour les deux sœurs,.
Au début leurs poèmes paraissent essentiellement dans des journaux locaux tels The Ladies' Repository (en) de Cincinnati, le Graham's Magazine de Philadelphie, etc., jusqu'au moment où leurs poèmes sont lus par Gamaliel Bailey (en), le directeur du journal abolitionniste The National Era (en) situé à Washington, journal qui s'est fait connaître par la publication, sous forme de feuilleton, de La Case de l'oncle Tom de Harriet Beecher Stowe,,.

#### Une notoriété nationale

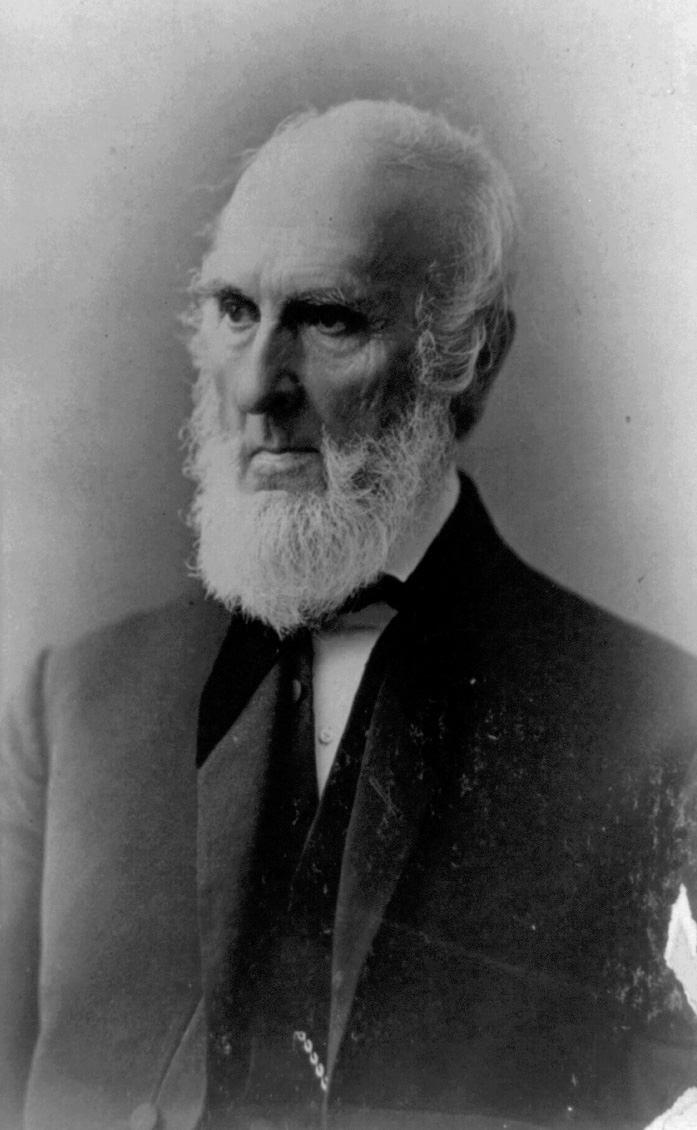
Portrait photographique de John Greenleaf Whittier.

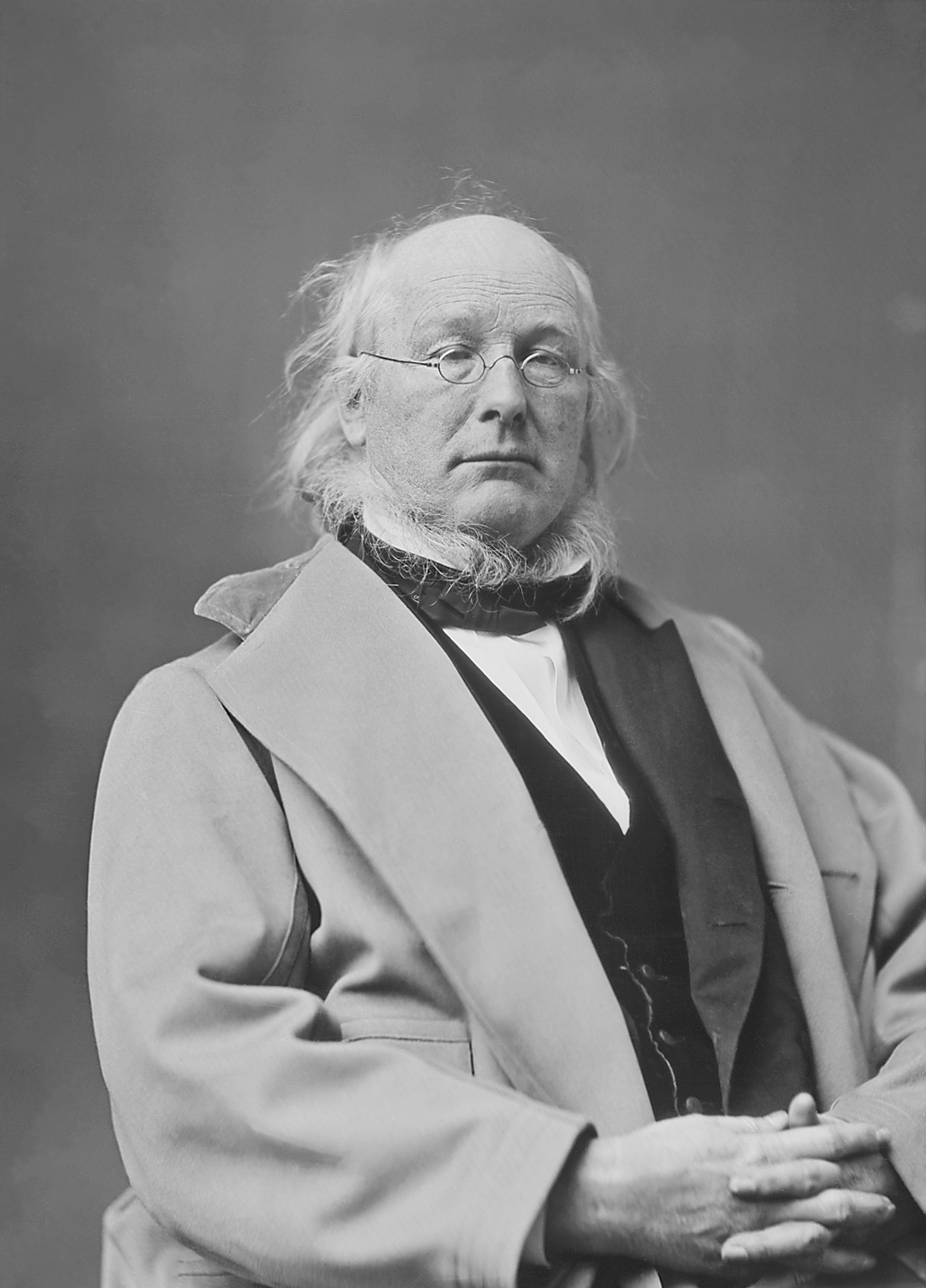
Portrait photographique de Horace Greeley.

À partir de 1847, Gamaliel Bailey publie régulièrement les poésies des sœurs Cary. Edgar Poe et John Greenleaf Whittier, lecteurs du National Era en font des recensions positives. Si bien qu'en 1849, l'éditeur Rufus Griswold insère leurs poèmes au sein son anthologie The Female Poets of America,,.
Gamaliel Bailey use de son influence pour qu'un éditeur de Philadelphie publie le premier recueil de poèmes des sœurs Cary qui est édité en 1850, sous le titre de The Poems of Alice and Phoebe Cary, l'éditeur leur verse un acompte de 100 $,, À partir de 1850, les sœurs Cary, peuvent vivre de leur plume et deviennent indépendantes sur le plan financier.
Horace Greeley, le directeur du New-York Tribune devient un soutien indéfectible, qui viendra leur rendre visite dans leur cottage de l'Ohio avant qu'elles partent s'installer à New York,.

#### Les sœurs Cary à New York
En 1850, Alice Cary visite New York dans la perspective de s'y installer, car New York est centre de la vie littéraire américaine. En novembre 1850, elle achète une maison sur la 50 East 20th Street à Manhattan. Ses sœurs Elmina et Phoebe la rejoignent en 1855,,. D'après le témoignage de Jesse S. Birch, Alice et Phoebe Cary auraient habité chez leur sœur Elmina, épouse Swift, à Oxford, avant de rejoindre New York.
Alice Cary publie régulièrement des poèmes au sein du Harper's, de l'Atlantic Monthly, du New York Ledger (en), du New York Weekly (en) et du Packard's Monthly, Phoebe publie ses poésies au sein du Scribner's Monthly (en),, du Galaxy (en), et du Putnam's Monthly,.

##### La production new-yorkaise
À partir de 1852, Alice Cary publie de courtes histoires inspirées par des souvenirs d'enfance, la première série de nouvelles a pour titre les Clovernock Papers or Recollections of our Neighborhood in the West qui sera suivie en 1853 d'une seconde série au même titre. En 1854, elle publie une troisième série à destination d'un public jeune Clovernock Chidren et enfin Pictures of Country Life en 1859. Séries qui dépeignent la condition des femmes rurales soumises aux durs labeurs, écartées de la culture dans une société fortement patriarcales. Elles deviennent des best-sellers surtout au Royaume-Uni,. Pendant cette même période Alice Cary publie trois romans Hagar: A Story of To-Day en 1852, Married, Not Mated, Or, How They Lived at Woodside and Throckmorton Hall en 1856 et The Bishop's Son en 1867,.

##### Implications dans la vie culturelle new-yorkaise
À partir de 1856, les sœurs Cary profitent de leur notoriété pour tenir un salon littéraire au sein de leur demeure de Manhattan, salon qui se tient chaque dimanche en soirée. Ce salon se maintiendra pendant 15 ans jusqu'en 1871, année de décès d'Alice Cary et de sa sœur Phoebe. Les figures de la vie culturelle new-yorkaise se rendent régulièrement à ces assemblées dominicales, parmi celles ci : Horace Greeley, John Greenleaf Whittier, James T. Fields, Sarah Helen Whitman, William Lloyd Garrison, Elizabeth Drew Stoddard, Mary Mapes Dodge, Mary Louise Booth, Bayard Taylor, Robert Dale Owen, Phineas Taylor Barnum et bien d'autres,,,.

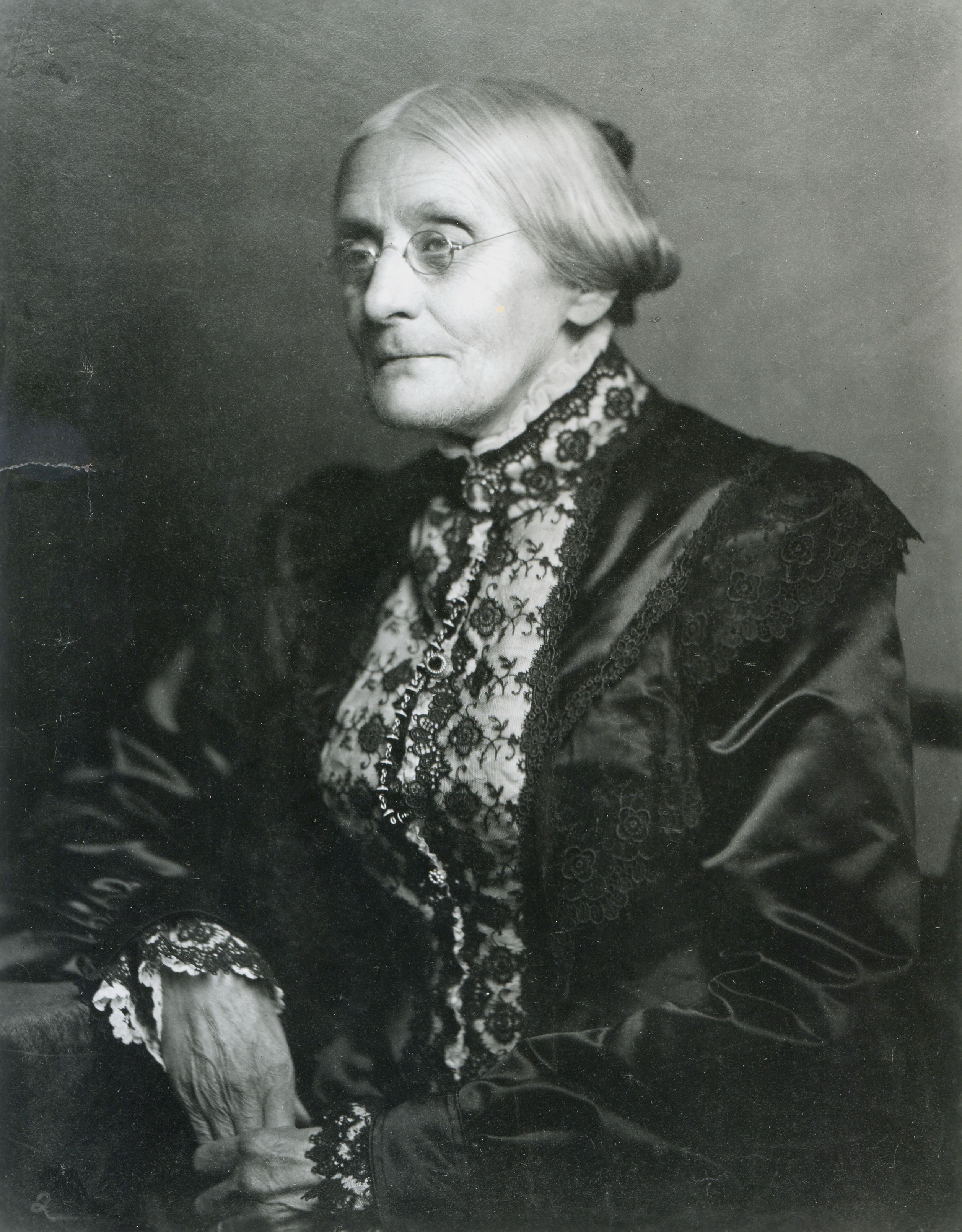
Susan B. Anthony.

##### Les engagements dans la vie socio-politique
Alice et Phoebe Cary ne cachent point leurs opinions abolitionnistes durant la guerre de Sécession, n'avaient-elles pas débutées en étant éditées par un journal abolitionniste, le National Era. Alice et Phoebe Cary sont également pleinement convaincues de la juste cause du mouvement des droits des femmes. Si Alice Cary estime que la noblesse des femmes est d'accomplir un rôle de mère et d'épouse satisfaisant, il demeure que l’oppression des hommes pose des barrières intolérables au développement des capacités des femmes. Mais afin de ne pas froisser leurs amitiés masculines Alice et Phoebe sont discrètes quant à leurs opinions féministes et leur soutien aux suffragettes. Ce n'est que tardivement qu'elles manifestent leurs opinions en collaborant au sein de la revue féministe The Revolution fondée et dirigée par Susan B. Anthony dont elles deviennent les assistantes de rédaction et lorsqu'Alice Cary prononce son discours d'investiture en tant que première présidente d'un club de femmes, le Sorosis à New York,,,.

### Vie privée

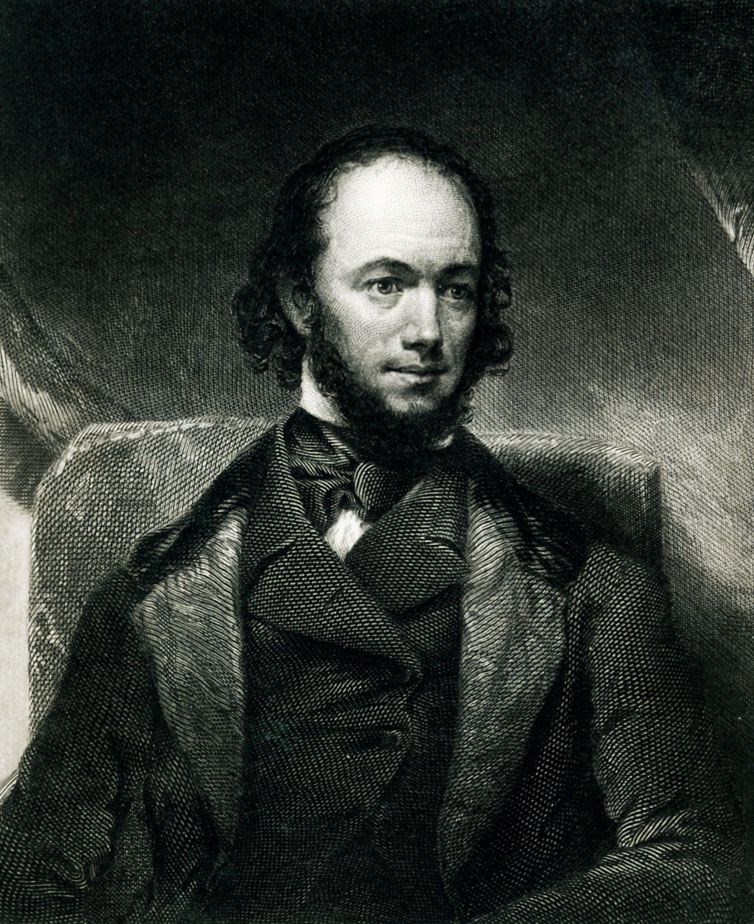
Rufus Griswold.

Alice Cary comme sa sœur Phoebe est restée célibataire. L'éditeur Rufus Griswold lui aurait fait une cour assidue de 1849 à 1850, espérant un mariage alors qu'il était dans une situation de divorce d'avec sa seconde épouse Charlotte Myers, divorce qui sera prononcé le 18 décembre 1852. Alice Cary l'aurait fui, ce qui serait une des raisons de son départ pour New York. Finalement Rufus Griswold épousera en troisièmes noces Harriet McCrillis,.
Alice Cary succombe à la tuberculose en 1871 à New York et est enterrée aux côtés de ses sœurs Phoebe et Elmina dans le cimetière de Green-Wood à Brooklyn,,.

## Œuvres

### Recueils de poèmes
- (en-US) The Poems of Alice and Phoebe Car, Philadelphie, Pennsylvanie, Moss and Brother, 1850, 261 p. (ISBN 9780342901937, lire en ligne),
- (en-US) Lyra and Other Poems, New York, Redfield, 1852, 200 p. (ISBN 9781331032861, lire en ligne),
- (en-US) Ballads, Lyrics, And Hymns, New York, Hurd and Houghton, 1866, 363 p. (ISBN 9780267885329, lire en ligne),
- (en-US) A Lover's Diary, Boston, Ticknor & Fields, 1868, 266 p. (ISBN 9780332698083, lire en ligne),

### Nouvelles
- (en-US) Clovernook: Or, Recollections of Our Neighborhood in the West, New York, Redfield, Clinton Hall, 1852, 380 p. (ISBN 9781348256700, lire en ligne),
- (en-US) Clovernook, or Recollections of Our Neighborhood in the West: Second Series, New York, Redfeld., 1853, 372 p. (ISBN 9781333415631, lire en ligne),
- (en-US) Pictures of Country Life, New York, Derby & Jackson, 1859, 372 p. (ISBN 9781374489066, lire en ligne),

### Romans
- (en-US) Hagar: A Story of To-Day, New York, Redfield, 1852, 321 p. (ISBN 9780331965032, lire en ligne),
- (en-US) Married, Not Mated : Or, How They Lived at Woodside and Throckmorton Hall, New York, Derby & Jackson, 1856, 436 p. (ISBN 9780483362994, lire en ligne),
- (en-US) The Bishop's Son, New York, G.W. Carleton & Co, 1867, 433 p. (ISBN 9780265678916, lire en ligne),

### Biographie
- (en-US) The Josephine Gallery, New York, Derby & Jackson, 1859, 364 p. (ISBN 9780484822589, lire en ligne),

### Livres pour la jeunesse
- (en-US) Snow-Berries: A Book for Young Folks, Boston, Ticknor and Fields, 1867, 238 p. (ISBN 9780649382453, lire en ligne),
- (en-US) Ballads For Little Folk, New York, Hurd and Houghton, 1er janvier 1873, 210 p. (ISBN 9781010391609, lire en ligne),

### Anthologies et recueils posthumes
- (en-US) Mary Clemmer Ames (dir.), A Memorial of Alice and Phoebe Cary - With Some of Their Later Poems, New York, Hurd and Houghton, 1873, 378 p. (ISBN 9780526133390, lire en ligne),
- (en-US) Mary Clemmer Ames (dir.), The Last Poems of Alice and Phoebe Cary, New York, Hurd and Houghton, 1873, 323 p. (ISBN 9780666478252, lire en ligne),
- (en-US) Mary Clemmer Ames (dir.), The Poetical Works of Alice and Phoebe Cary, with a Memorial of Their Lives by Mary Clemmmer, Boston, Houghton, Mifflin and Company, 1881, 464 p. (ISBN 9781418100155, lire en ligne),
- (en-US) The Poetical Works of Alice and Phoebe Cary, Boston, Houghton, Mifflin and company, 1882, 362 p. (ISBN 9781418100155, lire en ligne),
- (en-US) From Year to Year, Chicago, Illinois, Belford, Clarke & Co, 1884, 325 p. (ISBN 9781378345085, lire en ligne),
- (en-US) Early and Late Poems of Alice and Phoebe Cary, Boston & New York, Houghton, Mifflin and Company, 1887, 358 p. (ISBN 9781330724002, lire en ligne),

## Regards sur son œuvre

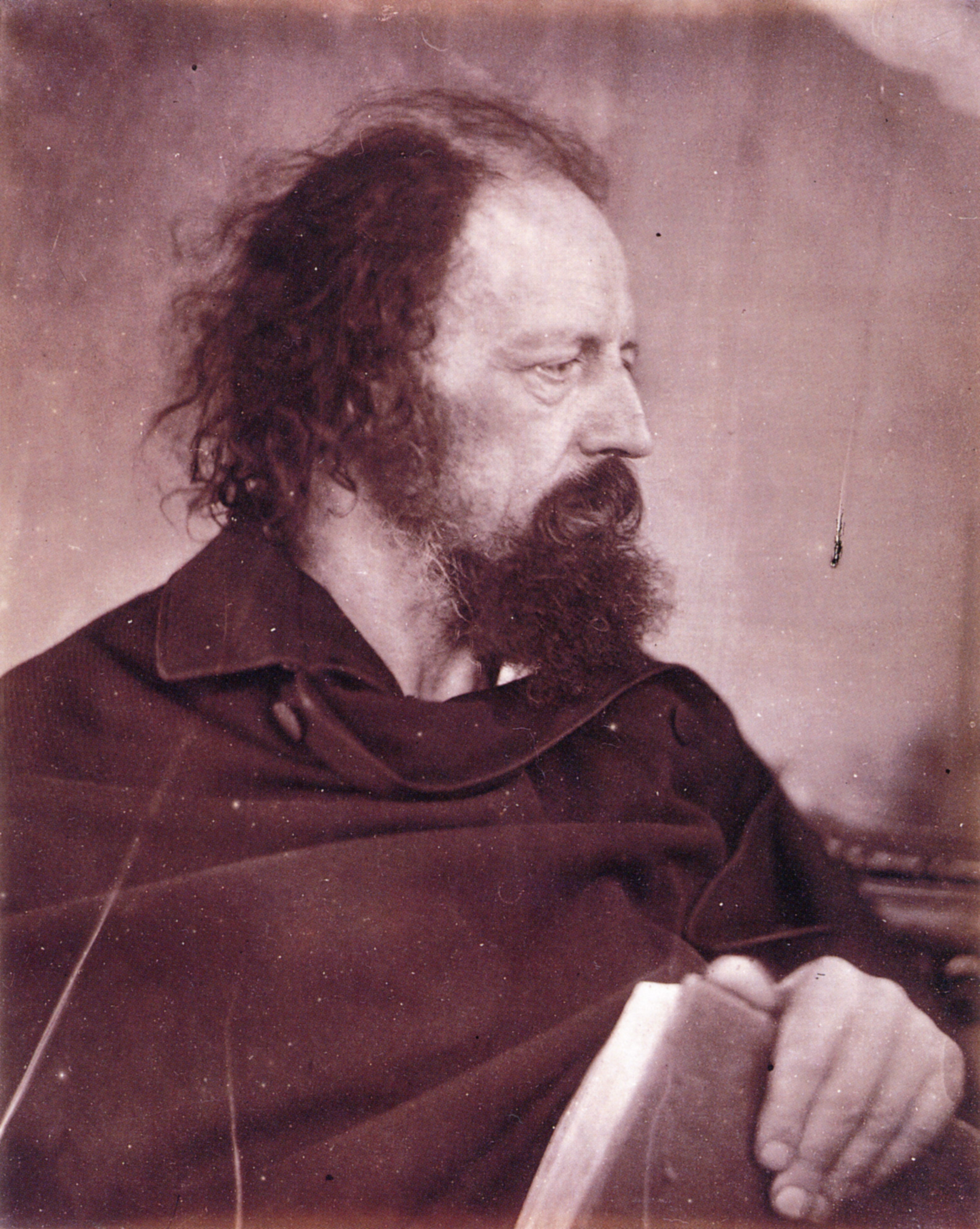
Alfred Tennyson.

Selon les auteurs du livre Romanticism and Transcendentalism, 1820-1865, au-delà de leur caractère empreint de sentimentalisme et de moralisme, les œuvres des sœurs Cary ont ouvert une fenêtre sur la vie émotionnelle des femmes de leurs temps, vie qui était absente de la littérature américaine.
Cette ouverture sur la vie des femmes dans la ruralité est confirmée par la critique Judith Fetterley (en) qui écrit que les Clovernock Papers sont en rupture avec les conventions littéraires de l'époque qui proscrivaient l'expression des passions amoureuses féminines, de leurs colères, de leur recherche d'accomplissement de soi en dehors de la vie domestique. Elle a su décrire la vie des villageoises qui connaissaient les séductions illusoires et abusives, les abandons, les difficultés à élever seules leurs enfants.
Selon la critique Billie J. Wahlstrom, si la poésie d'Alice Cary est supérieure à la plupart des poésies américaines contemporaines, elles sont trop didactiques pour les lecteurs d’aujourd’hui, en revanche sa prose est toujours d’actualité, plus particulièrement celle de ses nouvelles. La tonalité de son œuvre est généralement sombre voire lugubre. Ses portraits de femmes sont polarisés entre deux figures, celle la femme séduite puis abandonnée le cœur brisée alors qu'elle est enceinte et celle de la femme qui malgré le mariage sait préserver sa personnalité. Ses Clovernock Papers sont des documents utiles pour comprendre la vie des femmes dans les villes du Midwest.
Selon le critique Bernard F. Engel, la littérature des sœurs Cary a pour modèle d'écriture Alfred Tennyson, John Greenleaf Whittier et Henry Longfellow plus particulièrement dans la composition de leurs hymnes. Leurs sources d'inspirations sont l'amour de la nature, de la repentance, de la déréliction de la condition humaine. La prose d'Alice Cary, notamment ses  Clovernock Papers sont moins sombres de l'univers de ses poésies, bien qu'exposant des romances rurales aux fins malheureuses, dont les protagonistes sont plus moins éprouvés physiquement et émotionnellement selon leurs forces morales. Son étude fine des personnages sera reprise par d'autres auteurs comme  Edgard Lee Masters ou Sherwood Anderson.

## Anecdote
Selon une légende rapportée par les guides touristiques qui font visiter le cottage des sœurs Cary, celles-ci ont écrit leurs premiers poèmes à la lueur d'un chandelier de leur cru, une soucoupe de saindoux avec une étoupe pour mèche.